# Gert Bastian
Gert Bastian, född 26 mars 1923 i München, död 1 oktober 1992 i Bonn, var en tysk militärofficer och politiker (die Grünen).

## Biografi
Gert Bastian gick frivilligt med i Wehrmacht under andra världskriget. Han blev officer och deltog på östfronten. Efter kriget arbetade han en kortare tid i det privata näringslivet. 1956 inledde han sin militära karriär i Bundeswehr. Hans sista post före avskedet 1980 var som generalmajor. Bastian vände sig mot den planerade utstationeringen av medeldistansraketer och lämnade militären och gick istället med i fredsrörelsen. Här lärde han känna Petra Kelly som blev hans partner.
1980 var han med och initierade "Krefelder Appell" mot stationeringen av nya kärnvapenraketer i Europa. 1980 grundade han gruppen Generäle für den Frieden (”Generaler för freden”) tillsammans med andra före detta generaler. Senare visade sig att Stasi medfinansierat organisationen.
Från 1983 till 1987 satt Bastian i den tyska förbundsdagen.
Den 19 oktober 1992 påträffades Bastian död i sin och Kellys lägenhet. Petra Kelly hade skjutits i sömnen av Bastian, som efteråt sköt sig själv. Den exakta tiden för mordet kunde inte fastställas på grund av kropparnas framskridna tillstånd av förruttnelse.